# Nataliya Pyhyda
Nataliya Serhiïvna Pyhyda (en ukrainien, Пигида Наталія Сергіївна, née le 30 janvier 1981 à Nova Kakhovka) est une athlète ukrainienne spécialiste du 200 mètres et du 400 mètres.

## Carrière
Elle remporte sa première médaille internationale en 2005 en se classant troisième du relais 4 x 400 m avec l'Equipe d'Ukraine lors des Universiade. En 2007, ce même relais remporte l'or. Elle devient en 2009 vice-championne d'Europe en salle du 400 m en 51 s 44, record personnel. 
En 2012, Pyhyda remporte son premier titre continental lors des Championnats d'Europe à Helsinki avec le relais 4 x 400 m, devançant la France. Un mois plus tard, elle termine au pied du podium des Jeux olympiques de Londres.
En fin de saison 2013, elle améliore son record personnel lors du DécaNation en France sur 400 m en le portant à 50 s 86. En Août 2014, elle ne conserve pas le titre européen acquis deux ans plus tôt sur 4 x 400 m mais remporte l'argent, devancée par l'Equipe de France sur le fil. 
En 2015, elle remporte son premier titre international individuel (à 34 ans) en remportant la finale du 400 m des Championnats d'Europe en salle de Prague en 51 s 96. Elle améliore ensuite son record personnel extérieur lors des Championnats du monde de Pékin où elle est la première non-repéchée pour la finale.
Elle ne réalise pas de 2016 ni 2017 à la suite d'une maternité.

## Palmarès
| Date | Compétition                         | Lieu      | Résultat | Épreuve   | Temps         |
| ---- | ----------------------------------- | --------- | -------- | --------- | ------------- |
| 1998 | Jeux mondiaux de la jeunesse        | Moscou    | 2e       | 200 m     | 24 s 29       |
| 1998 | Jeux mondiaux de la jeunesse        | Moscou    | 1re      | 400 m     | 54 s 01       |
| 2000 | Championnats du monde juniors       | Santiago  | 6e       | 400 m     | 53 s 69       |
| 2004 | Championnats du monde en salle      | Budapest  | 5e       | 200 m     | 23 s 80       |
| 2005 | Championnats d'Europe en salle      | Madrid    | 5e       | 400 m     | 52 s 63       |
| 2005 | Championnats d'Europe en salle      | Madrid    | 4e       | 4 x 400 m | 3 min 31 s 67 |
| 2005 | Coupe d'Europe                      | Florence  | 3e       | 4 x 400 m | 3 min 26 s 75 |
| 2005 | Universiade                         | Izmir     | 3e       | 4 x 400 m | 3 min 28 s 23 |
| 2005 | Championnats du monde               | Helsinki  | 5e       | 4 x 400 m | 3 min 28 s 00 |
| 2006 | Coupe d'Europe des nations          | Malaga    | 4e       | 400 m     | 53 s 27       |
| 2006 | Championnats d'Europe               | Göteborg  | 6e       | 4 x 400 m | 3 min 30 s 95 |
| 2006 | Coupe du monde des nations          | Athènes   | 4e       | 4 x 400 m | 3 min 22 s 35 |
| 2007 | Universiade                         | Bangkok   | 1re      | 4 x 400 m | 3 min 29 s 29 |
| 2008 | Coupe d'Europe des nations en salle | Moscou    | 2e       | 400 m     | 52 s 42       |
| 2008 | Coupe d'Europe                      | Annecy    | 2e       | 400 m     | 51 s 57       |
| 2009 | Championne d'Europe en salle        | Turin     | 2e       | 400 m     | 51 s 44       |
| 2009 | Championnats d'Europe par équipes   | Leiria    | 3e       | 400 m     | 51 s 86       |
| 2009 | Championnats d'Europe par équipes   | Leiria    | 6e       | 4 x 400 m | 3 min 30 s 73 |
| 2011 | Championnats du monde               | Daegu     | —        | 4 x 400 m | DSQ           |
| 2012 | Championnats du monde en salle      | Istanbul  | —        | 4 x 400 m | DSQ           |
| 2012 | Championnats d'Europe               | Helsinki  | 1re      | 4 × 400 m | 3 min 25 s 07 |
| 2012 | Jeux olympiques                     | Londres   | 3e       | 4 × 400 m | 3 min 23 s 57 |
| 2013 | Championnats d'Europe par équipes   | Gateshead | 4e       | 4 x 400 m | 3 min 30 s 36 |
| 2013 | Championnats du monde               | Moscou    | 4e       | 4 x 400 m | 3 min 27 s 38 |
| 2013 | DécaNation                          | Valence   | 2e       | 400 m     | 50 s 86       |
| 2014 | Championnats d'Europe               | Zurich    | 2e       | 4 × 400 m | 3 min 24 s 32 |
| 2014 | DécaNation                          | Angers    | 4e       | 400 m     | 52 s 55       |
| 2015 | Championnats d'Europe en salle      | Prague    | 1re      | 400 m     | 51 s 96       |
| 2015 | Championnats d'Europe en salle      | Prague    | 5e       | 4 x 400 m | 3 min 32 s 39 |
| 2015 | Championnats du monde               | Pékin     | 5e       | 4 x 400 m | 3 min 25 s 94 |
| 2015 | DécaNation                          | Paris     | 3e       | 400 m     | 52 s 15       |
| 2015 | Jeux mondiaux militaires            | Mungyeong | 3e       | 400 m     | 51 s 99       |
| 2015 | Jeux mondiaux militaires            | Mungyeong | 2e       | 4 x 400 m | 3 min 30 s 66 |

## Records
| Épreuve              | Temps   | Lieu  | Date             |
| -------------------- | ------- | ----- | ---------------- |
| 60 m                 | 7 s 25  | Kiev  | 1er février 2005 |
| 100 m                | 11 s 50 | Kiev  | 25 juillet 2005  |
| 200 m (en plein air) | 22 s 82 | Kiev  | 17 juin 2008     |
| 200 m (en salle)     | 23 s 33 | Soumy | 22 février 2004  |
| 400 m (en plein air) | 50 s 62 | Pékin | 25 août 2015     |
| 400 m (en salle)     | 51 s 44 | Turin | 7 mars 2009      |